# Французское Конго
Францу́зское Ко́нго (фр. Congo français) — французское колониальное владение в Центральной Африке, существовавшее в конце XIX — начале XX века.
В 1880 году французы начали освоение бассейна реки Конго с заключения договоров о протекторате над прибрежными племенами. С 1882 года Либревиль стал административным центром французских колониальных владений в этом регионе.
В 1960 году территория Французского Конго была разделена на два отдельных государства:
- Габон с административным центром в Либревиле
- Среднее Конго с административным центром в Браззавиле